# Autonomisme valdôtain
L'autonomisme valdôtain  est une tendance politique qui soutient et défend l'autonomie de la région italienne de la Vallée d'Aoste.

## Origines
La Vallée d'Aoste est un territoire dont la langue originelle est l'arpitan (dans la variété locale valdôtaine), bien que le français ait été traditionnellement employé comme langue de culture. Elle a formé une unité politique avec le comté de Savoie dès le Moyen Âge, et possédait une législation propre recueillie dans un Coutumier, et s'organisait parallèlement dans des Congrégations Générales. Lorsque la Savoie devint le royaume de Sardaigne, en 1720, ces spécificités se maintinrent jusqu'à ce que le roi de Sardaigne les abolisse en 1848. Mais en 1860, elle fut séparée de la Savoie, qui fut livrée à la France, tandis que la Vallée était intégrée dans le nouveau royaume d'Italie. Jusqu'alors, l'usage officiel du français était garanti à la cour de Turin, mais à partir de ce moment, les Valdôtains devinrent une minorité linguistique. Comme le français était considéré comme une langue étrangère, les Valdôtains furent perçus comme un élément étranger à la vie nationale italienne. Il en résulta des affrontements avec des fonctionnaires italiens hostiles, envoyés dans la Vallée à partir de 1861.

## Tentatives d'assimilation (auXIXesiècle)

### Le français chassé des écoles et de l'administration
En 1873, l'Institut des Maîtres affirma que les maîtres d'école de la Vallée n'étaient pas autorisés à travailler sans avoir accepté l'adoption de l'italien comme langue de travail, et on réduisit l'enseignement du français à deux heures hebdomadaires. D'autre part, en 1882-1883, le Conseil scolaire de la province de Turin (dont la Vallée dépendait) décida que le français devait être enseigné en dehors de l'horaire normal des leçons. Ainsi, dès 1884, débuta l'introduction de l'italien comme langue d'enseignement à l'école primaire. L'horaire de classe se divisa en deux parties égales, une d'enseignement du français et l'autre de l'enseignement de l'italien. Finalement, en 1885, l'enseignement du français fut réduit dans toutes les écoles valdôtaines au rang de matière facultative à enseigner en dehors de l'horaire scolaire. À partir de 1881, l'italien devint l'unique langue officielle dans le domaine de la justice ; par ailleurs, on imposa aux Valdôtains la bureaucratie étatique et le service militaire, dont ils étaient jusqu'alors exemptés. Et les auteurs qui écrivaient en français étaient souvent suspectés d'antipatriotisme et de trahison.

### La fondation de laLigue valdôtaine

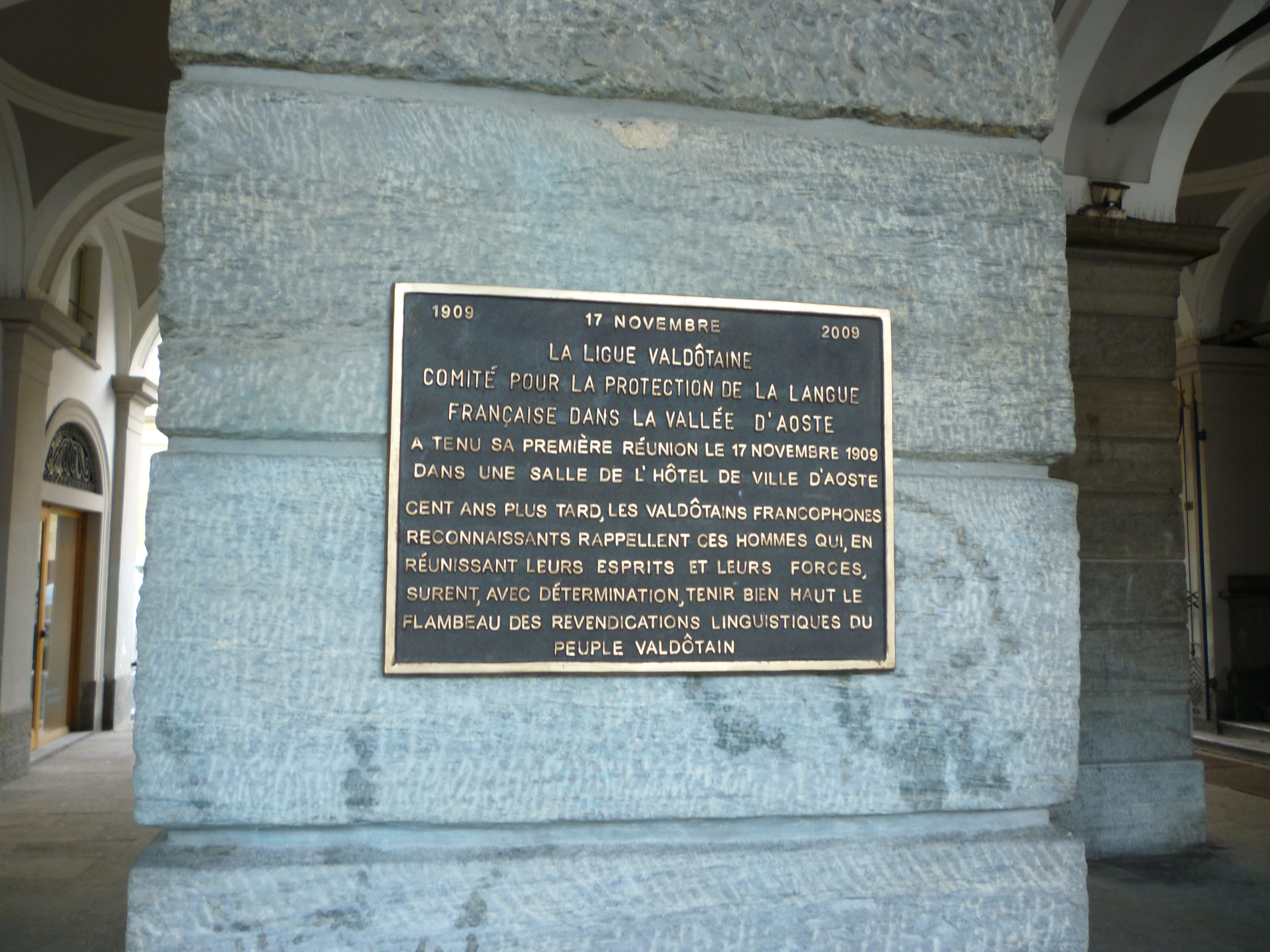
Plaque en souvenir du centenaire de la première réunion de la Ligue valdôtaine (place Émile Chanoux, à Aoste)

En 1897, un groupe d'exilés et d'immigrés valdôtains fonda à Paris une Union valdôtaine avec des succursales à Lyon et Grenoble, mais elle apparut seulement comme un projet extérieur sans aucun retentissement. En 1909, la Ligue pour la protection de la langue française, comme langue maternelle de la Vallée d'Aoste eut plus de succès. Cette ligue, plus connue sous le nom de Ligue valdôtaine (Comité Italien pour la protection de la langue française dans la Vallée d'Aoste) (LV), de sensibilité modérée et légaliste, dirigée par Anselme Réan et l'abbé Joseph-Marie Trèves, avait pour but de défendre l'enseignement et la co-officialité du français, sans aucune revendication politique. En 1911, elle exigea la dérogation de la  loi Credaro (du nom de Luigi Credaro, ministre de l'Instruction publique au sein du gouvernement de Luigi Luzzatti) qui enlevait aux municipalités le droit d'embaucher des maîtres, de sorte que les maîtres originaires du pays étaient remplacés par des Italiens.

## La première phase du autonomie (1920-1938)

### La Vallée d'Aoste au traité de Versailles
Au sortir de la Première Guerre mondiale, la Ligue valdôtaine tenta d'inclure dans le traité de Versailles une clause de protection des groupes ethniques et linguistiques francophones, et proposa plus tard à la Suisse d'incorporer la Vallée d'Aoste à la Confédération en tant que nouveau canton. On peut rapprocher cette proposition de celles de Savoyards souhaitant également le rattachement de leur pays à la Suisse. Elle en exposa les conditions dans un mémorandum adressé au ministre des Affaires étrangères italien, Sidney Sonnino, contenant des revendications wilsoniennes inspirées des concessions faites aux Tyroliens du Sud. Les demandes étaient seulement de nature linguistique, assorties d'une timide requête d'autonomie administrative ainsi que celle de l'ouverture d'un consulat français à Aoste.

### LeGroupe valdôtain d'action régionaliste
Entre 1923 et 1925 se produisit une scission au sein de la Ligue valdôtaine. Le groupe dirigeant, mené par l'avocat Anselme Réan, proche du Parti populaire italien, avec le journal La Patrie valdôtaine, chercha à s'imposer comme intermédiaire avec Rome pour obtenir des concessions culturelles et sauvegarder les valeurs « traditionnelles », en échange de la fidélité politique. C'est pour cette raison que Réan appela à voter pour les fascistes aux élections du 6 avril 1924. L'autre groupe, dirigé par l'activiste Joseph-Marie Trèves fonda en 1923 le Groupe valdôtain d'action régionaliste (GVAR), influencé autant par le PPI de Luigi Sturzo que par le Parti sarde d'action d'Emilio Lussu. Il tenta de maintenir l'enseignement du français par des réunions avec les catéchistes et par des écoles clandestines entretenues par les paroisses en collaboration avec les instituteurs locaux.

### L'italianisation massive sous le régime fasciste
Mais les demandes du GVAR adressées au  ministre de l'Instruction publique italien , Giovanni Gentile, n'obtinrent aucun résultat. En novembre 1925, le gouvernement fasciste supprima l'enseignement du français au primaire. Il fut même éliminé du secondaire comme seconde langue étrangère, remplacé par l'allemand en 1926. La Ligue valdôtaine tenta de mettre en place un système scolaire parallèle subventionné par les syndics, afin de constituer un réseau d'écoles privées en français, mais le préfet fasciste fit avorter cette tentative lorsque, en 1923, Benito Mussolini l'autorisa à supprimer 108 écoles de hameau, dernier bastion contre l'italianisation . On italianisa 18 000 patronymes, et on changea aussi les noms des villages et des rues. Le fascisme mena une politique d'italianisation oppressive et de colonisation bureaucratique et industrielle avec la venue d'un main d’œuvre immigrée venue du reste de l'Italie. Ainsi en 1936, les Valdôtains cessèrent de former la majorité de la population de la ville d’Aoste.

### LaJeune Vallée d'Aoste
La Ligue valdôtaine fut remplacée par la Jeune Vallée d'Aoste (JVA), antifasciste et politiquement éclectique, dirigée par Joseph-Marie Trèves, Rodolphe Coquillard et le notaire Émile Chanoux, spécialiste en droit des minorités et directeur de la revue Le Duché d'Aoste, organe du groupe, dans lequel les activistes valdôtains attaquaient la politique d'italianisation et réclamaient la décentralisation administrative. En faisait partie également, Joseph-Marie Alliod, Alfonso Thiebat, Ferdinando Bionaz, J. Proment, Pierre-Samuel Gerbaz, Émile Lexert et l'ingénieur Lino Binel. À partir de 1938, Émile Chanoux dirigea l'organisation.

## Le combat pour l'autonomie (1938-1945)

### La Résistance et laDéclaration de Chivasso
Chanoux défendait l'idée que si après-guerre, l'annexion à la France ou à la Suisse n'était pas possible, il fallait former une Italie fédérale avec l'autonomie la plus large possible. L'historien Frédéric Chabod était partisan de l'autonomie administrative et culturelle dans un État unitaire. Le 19 décembre 1943 eut lieu la réunion de Chivasso entre les différents chefs autonomistes : Émile Chanoux et Ernest Page représentaient la Vallée d'Aoste, Osvaldo Coïsson, Gustavo Malan, Giorgio Peyronel et Mario Alberto Rollier étaient les délégués des Vallées vaudoises. Ce sont les thèses de Chanoux, partisan de la création d'un canton de style suisse pour la Vallée qui s'imposèrent. Ainsi fut rendu publique la Déclaration de Chivasso dans laquelle ils réclamaient la reconnaissance de la réalité ethnolinguistique des vallées alpines, l'autonomie administrative et économique, une réforme agraire, des réponses aux problèmes sociaux (tels que l'immigration), au problème fiscal et à la situation scolaire. Le document fut transmis au Comité de libération nationale de l'Italie du Nord (CLNAI), et fut publié sous le titre italien Federalismo e autonomia dans les cahiers L'Italia libera du Parti d'action.

### La mort deChanoux
En mai 1944 se constitue le Mouvement de la Résistance valdôtaine (MRV) lors d'une réunion à Cogne entre Lazzaro (Frédéric Chabod), René Chabod, Plik (le capitaine Joseph Cavagnet), Berti et d'autres, tandis que le Commandant Mésard (César Olietti) constituait à Cogne le Comité de libération nationale. Mais le 18 mai 1944 Chanoux fut fait prisonnier avec Lino Binel, torturé et assassiné en prison par les fascistes de la République de Salo. Cela réveilla les sentiments séparatistes et les effectifs des partisans nationalistes augmentèrent.

### La Libération
Les maquisards réussirent à libérer le pays le 28 avril 1945 avant l'arrivée des Français et des Américains, qui, après l'offensive du printemps 1945, occupèrent Introd, Valsavarenche et Rhêmes-Notre-Dame, jusqu'au 5 mai 1945, de manière à garder intact le complexe industriel de la Vallée. René Chabod se réunit avec les officiels britanniques et américains à Saint-Vincent, tandis que se produisaient des manifestations réclamant un plébiscite permettant de choisir entre trois options : s'unir à  la France, proclamer l'indépendance ou devenir un canton suisse. Le 18 mai 1945, à Aoste, on rendit hommage à Chanoux. La manifestation provoqua des heurts violents entre communistes et autonomistes, qui se terminèrent par la démission du préfet. Frédéric Chabod fit partie du CLNAI comme représentant du Parti d'action, opposé à l'annexion à la France, et voyagea avec le CLN à Milan et à Turin.

## Le statut spécial

### Délimitations territoriales de la future région
Le décret législatif du 7 septembre 1945 transforma la Vallée en région autonome provisoire au sein de l'État italien, tandis que la Vallée était déclarée zone franche. L'avant-projet fut présenté par Chabod lors d'une réunion de syndics à Aoste le 26 août 1945. L'ancienne province d'Aoste, qui s'étendait sur 4 459 km2, se vit réduite à 3 262 km2, car elle céda à la province de Turin 1 194 km2 de territoire, correspondant à l'amphithéâtre morainique d'Ivrée et le Canavais, et 3 km² du col du Petit-Saint-Bernard à la France selon les clauses du traité de Paris du 10 février 1947.

### La naissance de l'Union valdôtaine
En septembre 1945 naquit l'Union valdôtaine (UV), parti successeur de la JVA qui prétendait regrouper tous les secteurs de l'autonomisme et représenter les intérêts locaux. Il tenta d'attirer l'attention des Alliés sur la situation valdôtaine et de faire en sorte que le problème valdôtain soit débattu à la Conférence de Paix, tout en demandant un plébiscite ou un accord bilatéral entre la France et l'Italie pour régler définitivement la question. Pour ce faire, l'Union valdôtaine souhaitait que l'autonomie valdôtaine reste garantie jusqu'à nouvel ordre par une tutelle internationale. Ce sont finalement les thèses de Chabod qui se sont imposées : l'autonomie au sein d'un État italien unitaire, lequel constituait l'espace économique naturel de la Vallée. En janvier 1946, le Conseil de la Vallée, composé de 35 membres, commença à fonctionner. Il va orienter la vie politique locale. L'article 116 de la nouvelle Constitution italienne consacra l'existence de cinq régions autonomes, dont l'une, la Vallée d'Aoste approuva son statut spécial en 1948.
À partir de là, l'Union valdôtaine eut une vie politique très agitée, alternant l'exercice du pouvoir, les coalitions avec la Démocratie chrétienne  (DCI) et l'opposition, en fonction de ses orientations vers la gauche ou la droite.

## Aujourd'hui

### Pays d'Aoste Souverain
Pays d'Aoste Souverain est un mouvement paysan pour l'indépendance de la Vallée d'Aoste, qui compte actuellement environ huit mille sympathisants. Tout en n'étant pas un parti politique, ce mouvement vise à influencer les choix politiques des partis autonomistes en faisant valoir le poids électoral de ses membres. Il organise entre autres des conférences et il a publié un statut de points fondamentaux sur lesquels une future Vallée d'Aoste indépendante devrait se baser. Son porte-parole principal est Philippe Milleret, chanteur-auteur local connu surtout pour ses chansons en patois valdôtain. Le symbole du groupe est un drapeau rouge et noir avec une croix blanche au milieu. Il présente une liste lors des élections régionales de septembre 2020 qui recueille 2,83 % des voix.

## Sources